# Jasenov (Humenné)
Jasenov (ungarisch Várjeszenő – bis 1907 Jeszenő) ist eine Gemeinde im Osten der Slowakei mit 1210 Einwohnern (Stand 31. Dezember 2024), die zum Okres Humenné, einem Kreis des Prešovský kraj, gehört.

## Geographie

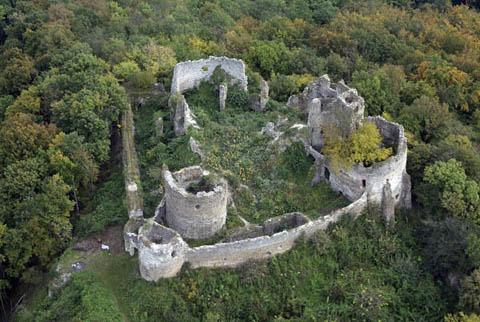
Luftbild der Burgruine Jasenov

Die Gemeinde befindet sich am Nordhang der Humenské vrchy unweit des Vihorlatgebirges. Durch den Ort fließt der Bach Jasenovský potok, der hinter Jasenov in den Laborec fließt. Der höchste Punkt im knapp 13,27 km² großen Gemeindegebiet ist die Krivoštianka mit 549 m n.m. Das Ortszentrum liegt auf einer Höhe von 155 m n.m. und ist 3,5 Kilometer von Humenné entfernt.
Nachbargemeinden sind Humenné im Norden, Ptičie im Osten, Chlmec im Südosten, Oreské und Staré im Süden, Strážske im Südosten und Brekov im Westen.

## Geschichte
Jasenov wurde zum ersten Mal 1279 als Jesenew schriftlich erwähnt und entwickelte sich aus einer Siedlung unterhalb der Burg Jasenov. Beide sind nach den in der Umgebung vorkommenden Eschen (slowakisch Sg. jaseň) benannt. Das Dorf gehörte vom 14. bis zum 17. Jahrhundert dem Geschlecht Drugeth, im 18. Jahrhundert Dernáth und im 19. Jahrhundert Andrássy. 1567 war eine Steuer in Höhe von 5,5 Porta, 1582 von 5,75 Porta fällig, im 17. Jahrhundert verarmten jedoch die Einwohner (1610: 1,5 Porta). 1828 zählte man 61 Häuser und 453 Einwohner, die in Forst- und Landwirtschaft beschäftigt waren.
Bis 1918/1919 gehörte der im Komitat Semplin liegende Ort zum Königreich Ungarn und kam danach zur Tschechoslowakei beziehungsweise heute Slowakei.
Von 1971 bis 1990 war Jasenov Stadtteil von Humenné.

## Bevölkerung
| Jahr                | 1994 | 2004    | 2014    | 2024    |
| ------------------- | ---- | ------- | ------- | ------- |
| Anzahl der Personen | 1079 | 1142    | 1185    | 1210    |
| Unterschied         |      | +5,83 % | +3,76 % | +2,10 % |

| Jahr                | 2023 | 2024    |
| ------------------- | ---- | ------- |
| Anzahl der Personen | 1186 | 1210    |
| Unterschied         |      | +2,02 % |

Nach der Volkszählung 2011 wohnten in Jasenov 1174 Einwohner, davon 1104 Slowaken, 22 Russinen, acht Ukrainer, jeweils drei Deutsche und Roma und zwei Tschechen. 32 Einwohner machten keine Angabe. 1002 Einwohner bekannten sich zur römisch-katholischen Kirche, 65 Einwohner zur griechisch-katholischen Kirche, 15 Einwohner zur orthodoxen Kirche, acht Einwohner zur evangelischen Kirche A. B. und ein Einwohner zu den Zeugen Jehovas. 34 Einwohner waren konfessionslos und bei 46 Einwohnern ist die Konfession nicht ermittelt.
Ergebnisse nach der Volkszählung 2001 (1107 Einwohner):
| Nach Ethnie: - 98,01 % Slowaken - 0,82 % Ukrainer - 0,72 % Russinen - 0,36 % Tschechen | Nach Konfession: - 89,31 % römisch-katholisch - 6,70 % griechisch-katholisch - 1,72 % keine Angabe - 1,18 % konfessionslos - 0,54 % evangelisch - 0,54 % orthodox |

## Bauwerke
- römisch-katholische Martinskirche aus dem 16. Jahrhundert, ursprünglich im Renaissance-Stil, heute barock gestaltet
- Ruinen der Burg Jasenov, Anfang des 14. Jahrhunderts gebaut, 1644 bei einer Belagerung zerstört